# 多穗兰
多穗兰（学名：Polystachya concreta）为兰科多穗兰属下的一个种。